# 東石神社
23°28′01″N 120°15′12″E / 23.467055°N 120.253357°E
東石神社為台灣日治時期位於臺南州東石郡朴子街的神社，設立於1936年。原址現為嘉義縣朴子市朴子藝術公園，東石神社的鳥居、狛犬及參道等神社殘跡於2019年12月17日被列為嘉義縣歷史建築。

## 介紹
東石神社為鎮守東石郡的神社，位於朴子市區東側，神社西側與朴子水道水源地相鄰。其於1936年1月動工，同年9月10日舉行鎮座祭完工，社格為無格社。建設經費為7萬圓，面積七甲步。1944年7月28日，東石神社升格為鄉社。
二戰後，東石神社變成海岸巡防營區，神社社殿被拆除。1987年國軍撤離後，此處由朴子鎮公所整頓為朴子藝術公園。

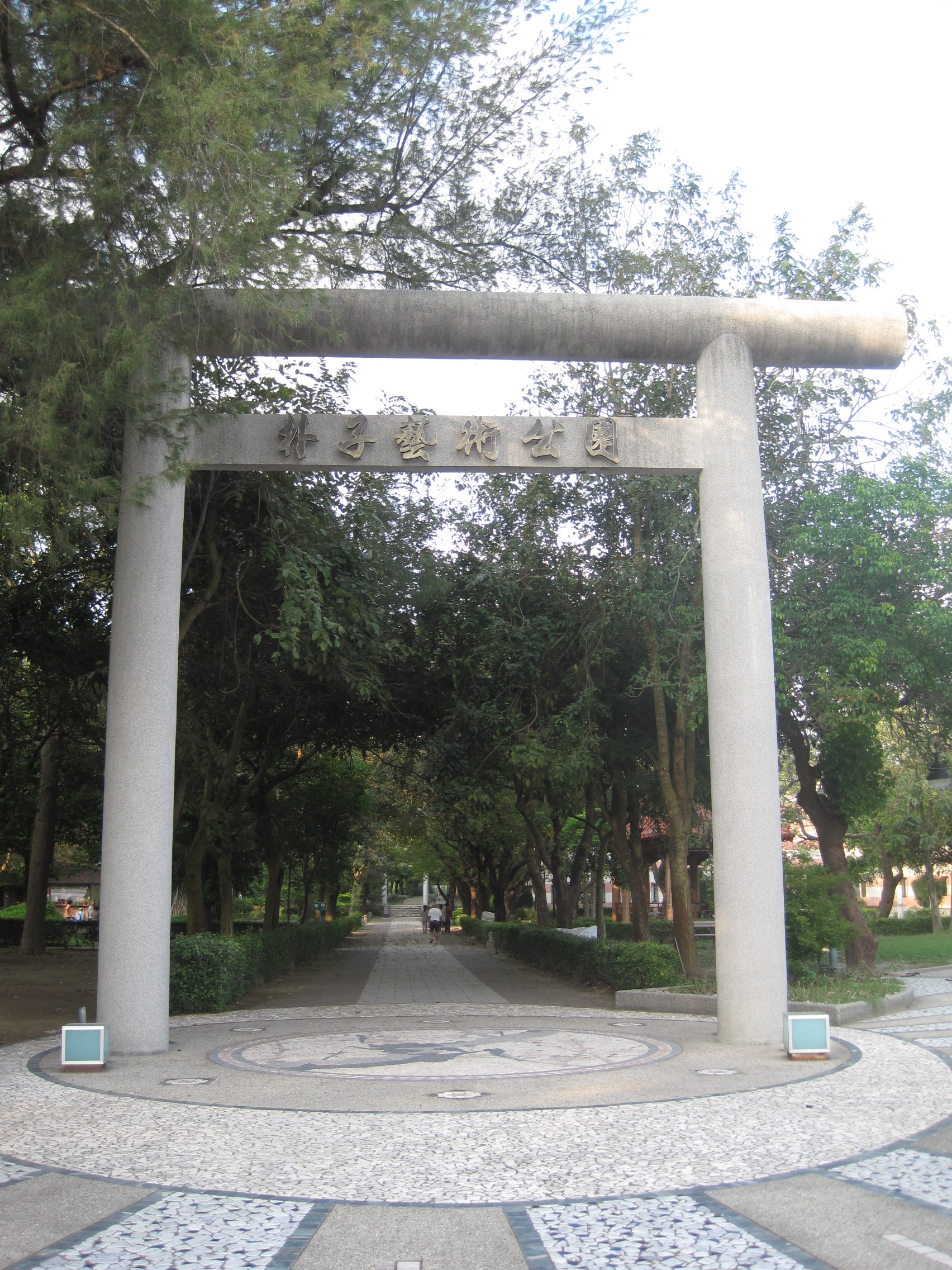
第一鳥居
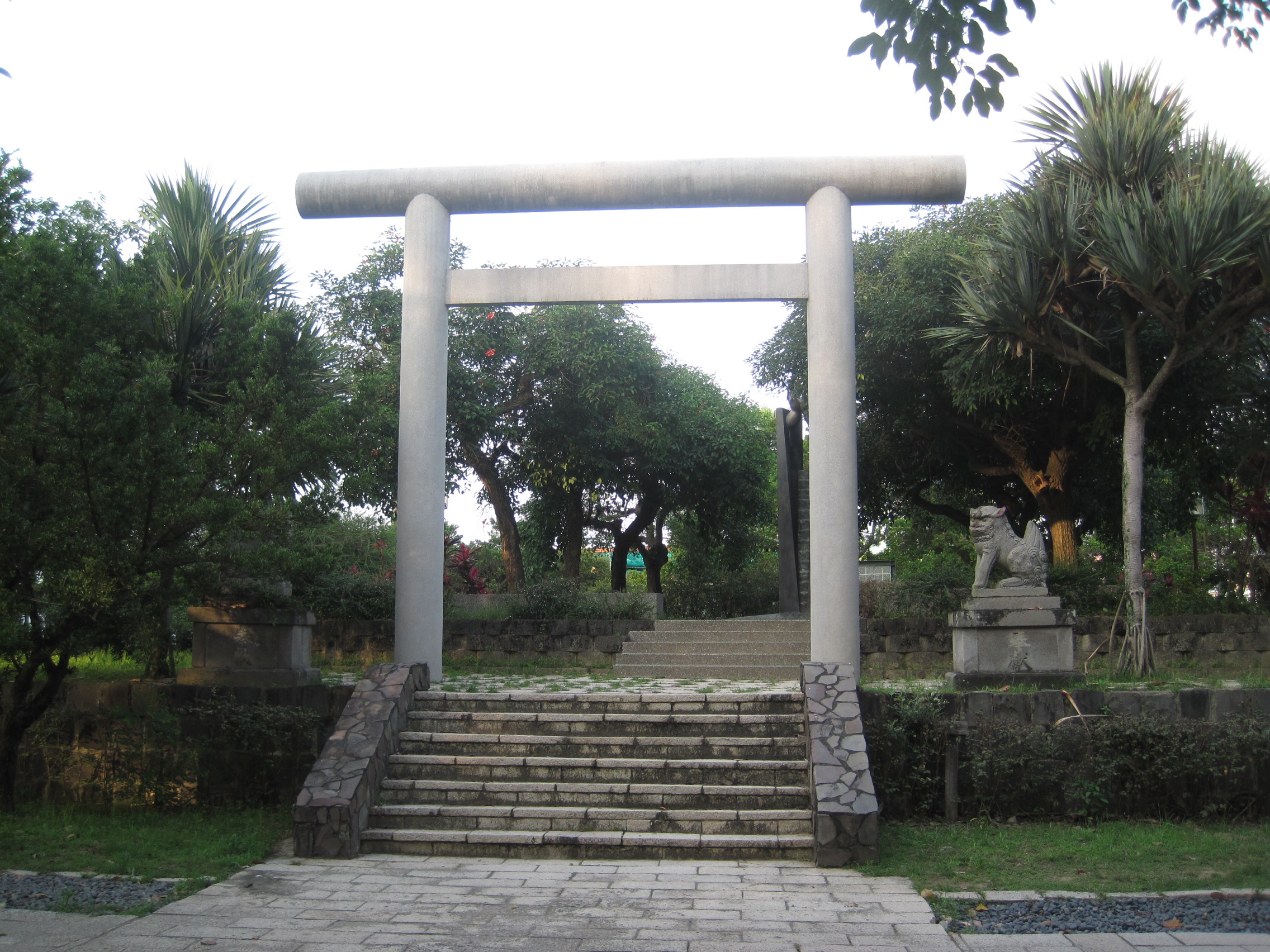
神社遺跡
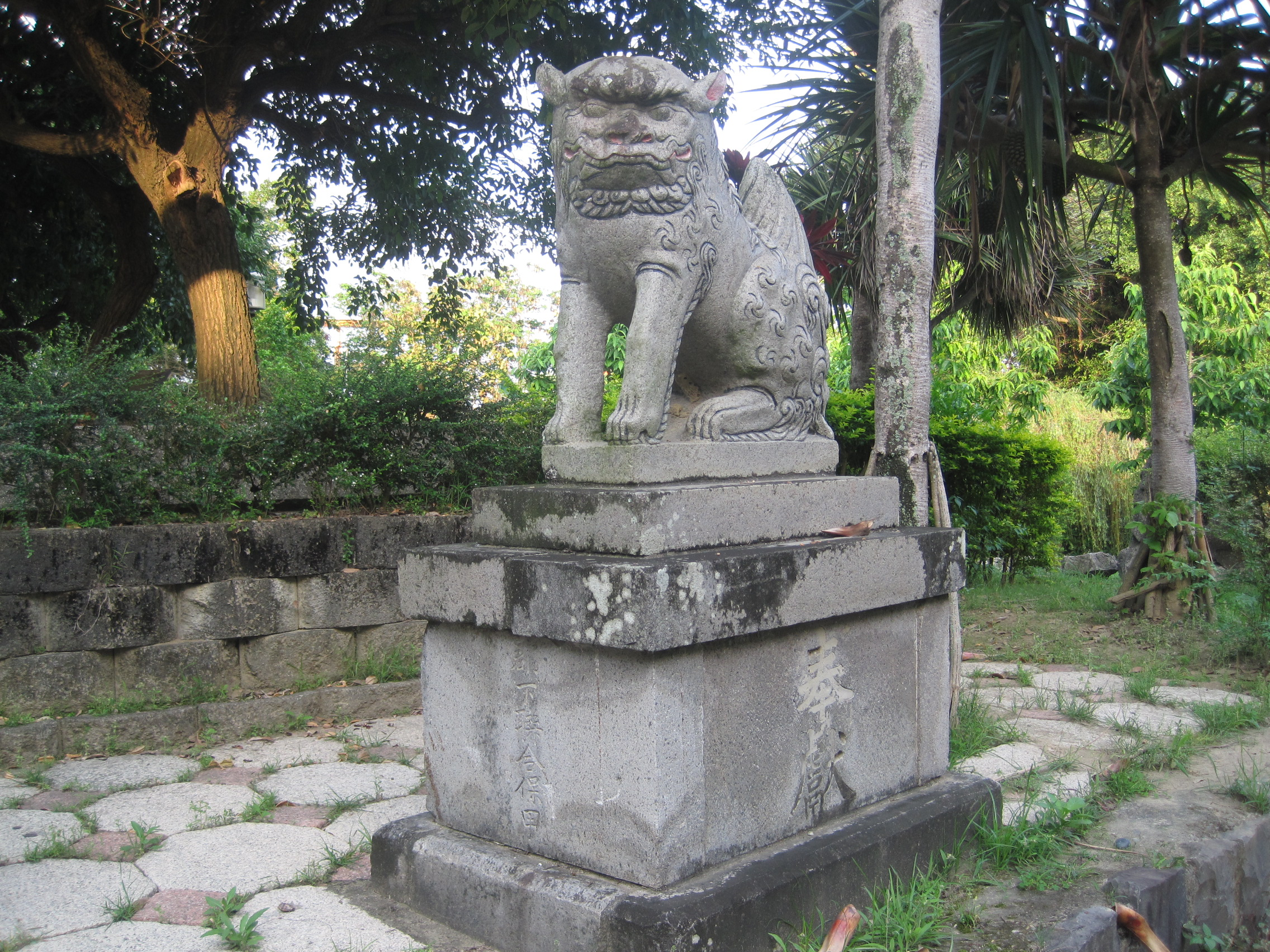
吽形狛犬
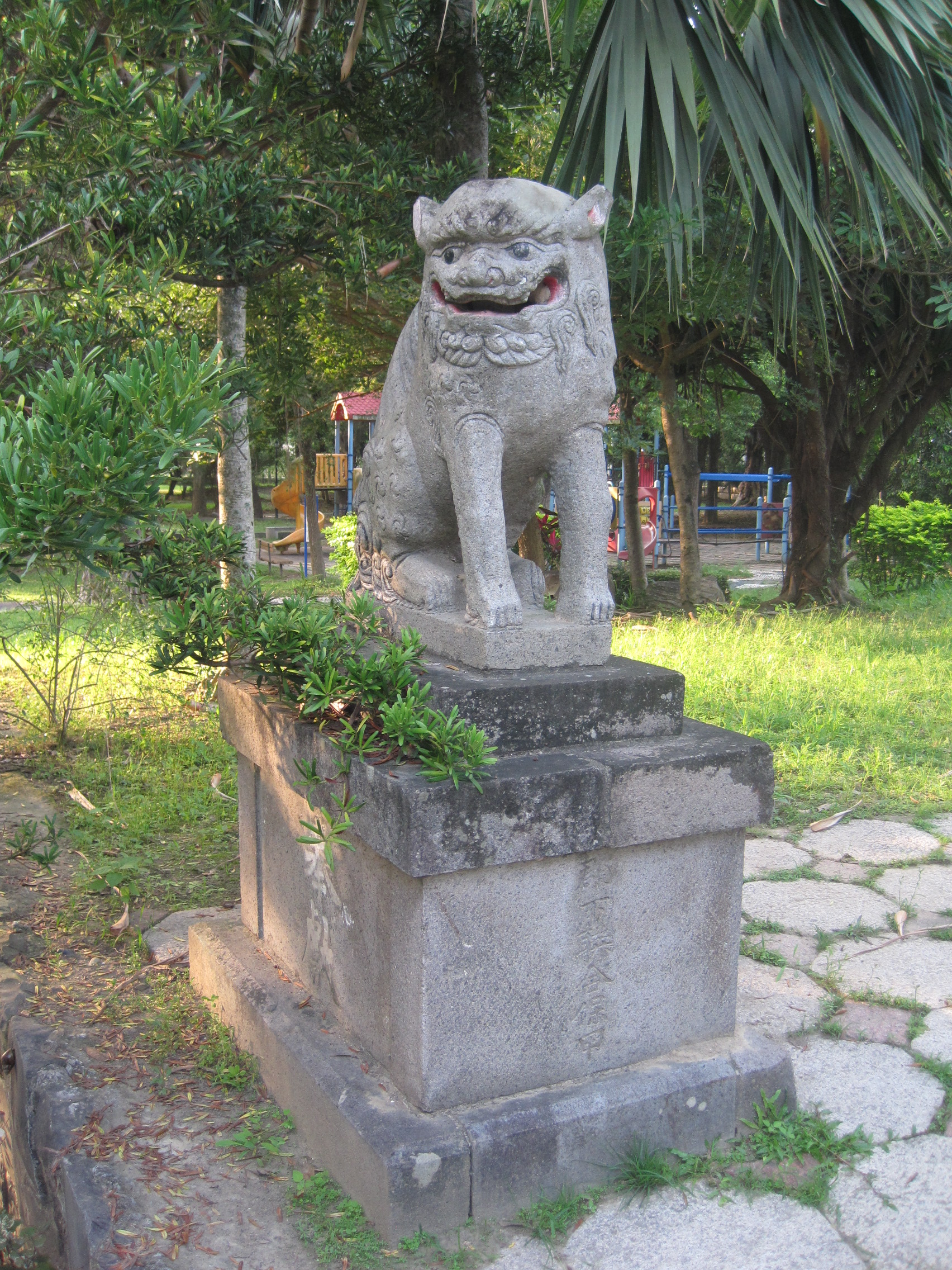
阿形狛犬